# Amanda (krater)
För andra betydelser, se Amanda.
Amanda är en nedslagskrater på planeten Venus. Amanda har fått sitt namn efter det kvinnliga förnamnet Amanda.
Kratern har en diameter på ungefär 12 km.